# William Kahan
William Velvel Kahan (Toronto, 5 de junho de 1933) é um matemático e informático canadense.
Sua principal área de interesse é a análise numérica.
Formado pela Universidade de Toronto em 1954, onde obteve um mestrado em matemática, em 1956, com doutorado em 1958.
É o principal responsável pelo padrão IEEE 754 para números binários em ponto flutuante, bem como pelo padrão que o suplantou, o IEEE 854. Desenvolveu o algoritmo de soma de Kahan, fundamental para a minimização do erro na soma de uma série de números em ponto flutuante com precisão finita.
Foi laureado com o Prêmio Turing de 1989, e eleito membro da Associação para Maquinaria da Computação (ACM) em 1994.
É professor de matemática, informática e eletrotécnica da Universidade de Berkeley, colaborando atualmente na revisão do padrão IEEE 754r.